# زبان کریمچاقی
کریمچاقی (кърымчах тыльы, Qrımçah tılyı؛ یا تاتاری یهودی-کریمه) یک زبان ترک‌تبار درخطر است که در شبه‌جزیره کریمه توسط مردم کریمچاق گویش می‌شود. کریمچاق‌ها یهودیان مهاجری بودند که از آسیا و اروپا در این منطقه گرد هم آمدند. زبان و فرهنگ آن‌ها شبیه به تاتارهای کریمه با تاثیرپذیری بسیار از عبری است.
کریمچاقی همچون دیگر زبان‌های یهودی دارای وام‌واژگان عبری بسیاری است. این زبان تا پیش از دوره شوروی با الفبای عبری نوشته می‌شد. در دهه ۱۹۳۰ در زمان شوروی خط آن همچون تاتاری کریمه و کاراییم با گونه‌ای از لاتین جایگزین شد. امروزه این زبان با الفبای سیریلیک نوشته می‌شود.
کریمچاقی در سده اخیر با از بین رفتن ۷۰٪ از کریمچاق‌ها در هولوکاست رو به نابودی و در حال جایگزین شدن با روسی است. در مه ۱۹۴۴ کریمچاق‌ها همراه با تاتارهای کریمه به ازبکستان شوروی تبعید شدند و امروزه شماری از آن‌ها در این کشور نیز ساکنند.
امروزه کریمچاقی تقریباً منقرض شده‌است. مطابق سرشماری ۲۰۰۱ اوکراین، کمتر از ۷۸۵ کریمچاق در شبه‌جزیره کریمه مانده بودند. طبق یک برآورد، حدود ۱۵۰۰ تا ۲۰۰۰ کریمچاق در جهان می‌زیند که بیشتر در اسرائیل، کریمه، روسیه و ایالات متحده آمریکا ساکنند و فقط ۵ تا ۷ نفر از آن‌ها گویشور بومی کریمچاقی هستند.

## الفبا
در جدول‌های زیر، الفبای لاتین و سیریلیک کریمچاقی آمده‌است:
| A a | B ʙ | C c | Ç ç | D d | E e | F f | G g |
| H h | I i | J j | Ь ь | K k | Q q | Ƣ ƣ | L l |
| M m | N n | N̡ n̡ | O o | Ɵ ɵ | P p | R r | S s |
| Ş ş | T t | U u | Y y | V v | Z z | Ƶ ƶ |     |

| А а | Б б | В в | Г г   | Гъ гъ | Д д | Е е | З з   |
| И и | Й й | К к | Къ къ | Л л   | М м | Н н | Нъ нъ |
| О о | Ӧ ӧ | П п | Р р   | С с   | Т т | У у | Ӱ ӱ   |
| Ф ф | Х х | Ч ч | Чъ чъ | Ш ш   | Ы ы | Ь ь | Э э   |

## متن نمونه
ترجمه کریمچاقی شعر «ابرها» از پوشکین
Булут къап-къара, сэн нэге давранайсынъ?
Нэге ачылгъан кӧклерде долашайсынъ?
Нэге къарартайсынъ ярых кӱнлерны?
Нэге йыгълатайсынъ частлы аваны?..
نویسه‌گردانی به لاتین
Bulut qap-qara, sän näge davranaysıñ?
Näge açılğan kӧklerde dolaşaysıñ?
Näge qarartaysıñ yarıh künlernı?
Näge yığlataysıñ çastlı avanı?..
ترجمه
آخرین ابر از طوفانی پراکنده
همچون پرواز در آسمان نیلگون، زیباترین
همچون به ارمغان آوردن سایه غم‌انگیز
و همچون شاد شدن روزی اندوه‌بار است.